# Rupganj
Rupganj (en bengali : রূপগঞ্জ) est une upazila du Bangladesh dans le district de Narayanganj. En 1991, on y dénombrait 375 935 habitants.